# Wallingford
Wallingford é uma cidade e paróquia civil inglesa localizada no condado de Oxfordshire, no sudeste da Inglaterra. Encontra-se entre as cidades de Reading e Oxford ao lado do rio Tâmisa.

## História
Alfredo de Inglaterra melhora significativamente o estado de várias fortalezas do Wessex, assim como demonstram-no as escavações sistemáticas da cidade west-saxon de Wallingford - a cidade é "burh" ou "cidade fortificada". É famosa graças ao castelo de Wallingford. Durante a conquista normanda da Inglaterra por Guilherme, o Conquistador, após a sua vitória na Batalha de Hastings, estes exércitos contornam Londres para subir o vale do Tâmisa em direcção de Wallingford, da qual o senhor saxão, Wigod, tinha apoiado a causa de Guilherme. Haverá a proposta de Stigand, o Arcebispo da Cantuária. Um favorito de Guilherme, Roberto D’Oyley de haverá igualmente a rapariga de Wigod, certamente a fim de consolidar a fidelidade de seu pai a Guilherme. D’Oyley reforça o castelo. O castelo era importante na A Anarquia (1135-1154) entre Estêvão de Inglaterra e Matilde de Inglaterra que se segue até ao Tratado de Wallingford. João de Inglaterra e Ricardo de Cornualha expandiram o castelo. Eduardo I de Inglaterra, Margarida de Anjou e Owen Tudor estiveram no castelo de Wallingford. Joana de Kent morreu em 1385 no castelo de Wallingford. O castelo de Wallingford tornou-se uma fortaleza Royaliste durante a Guerra civil inglesa. Atrasado Oliver Cromwell encomendou a destruição do castelo (1652).

## Cultura
Os escritores Agatha Christie, William Ralph Inge e William Blackstone viveram e morreram na cidade.